# South Fork Goodnews River
Der South Fork Goodnews River ist ein etwa 68 Kilometer langer linker Nebenfluss des Goodnews River im Südwesten von Alaska. Der Fluss hieß ursprünglich auf einer Landkarte des U.S. Coast and Geodetic Survey (USC&GS) aus dem Jahre 1909 „Mumtrak Creek“, abgeleitet vom Namen eines Eskimo-Dorfes an der Mündung des Flusses. 1919 führte G. L. Harrington vom U.S. Geological Survey (USGS) den heute gültigen Flussnamen „South Fork Goodnews River“ ein.

## Flusslauf
Der South Fork Goodnews River entspringt in den Ahklun Mountains auf einer Höhe von etwa 250 m. Der South Fork Goodnews River fließt in überwiegend westsüdwestlicher Richtung. Bei Flusskilometer 18 trifft der Tivyagak Creek, der größte Nebenfluss, von links auf den South Fork Goodnews River. Dieser mündet schließlich in den Goodnews River, 8 km oberhalb dessen Mündung in die Goodnews Bay. Der Oberlauf des South Fork Goodnews River liegt im Schutzgebiet Togiak National Wildlife Refuge.

## Einzugsgebiet
Der South Fork Goodnews River entwässert ein etwa 393 km² großes Areal. Das Einzugsgebiet grenzt im Norden an das des Middle Fork Goodnews River, im Osten an das des Matogak River, im Süden an die Einzugsgebiete von Osviak River und Kinegnak River sowie im Westen an das des Puyulik Creek.

## Flussfauna
Im Flusssystem des Goodnews River kommen u. a. folgende Fischarten vor: Königslachs, Rotlachs, Ketalachs, Buckellachs, Silberlachs, Regenbogenforelle, Dolly-Varden-Forelle und Wandersaibling.

## Tourismus
Etwa 3 km von der Mündung des South Fork Goodnews River entfernt befindet sich an einem linken Seitenarm des Goodnews River die „Goodnews River Lodge“. Gäste erreichen die Lodge per Direktflug vom Flughafen Anchorage zum Flugplatz Goodnews Bay und anschließender 20-minütiger Bootsfahrt zur Lodge.